# Sabatia maculata
Sabatia maculata là một loài thực vật có hoa trong họ Long đởm. Loài này được (Benth.) Benth. ex A. Gray miêu tả khoa học đầu tiên năm 1887.